# Jože Slak Silvo
Jože Slak (partizansko ime Silvo), slovenski partizan, komunist in narodni heroj, * 26. avgust 1902, Gorenji Vrh pri Dobrniču, † 26. februar 1943, Straža, Novo mesto.

## Življenjepis
Po končani nižji gimnaziji in trgovski šoli se je zaposlil pri Zadružni zvezi, nato pa pri OUZD v Ljubljani. Sprva je bil pristaš Krekove krščansko-socialistične delavske mladine. Leta 1933 je bil urednik revije Mladi plamen, nato pa bil je istega leta sprejet v Komunistično partijo Slovenije. Še istega leta je postal član PK SKOJ, dve leti kasneje pa je bil zaradi revolucionarnega dela obsojen na leto dni zaporne kazni, ki jo je prestal v zaporih v Sremski Mitrovici. Po odsluženi zaporni kazni se je vrnil v Slovenijo, kjer se je povsem posvetil političnemu delu. Bil je član OK KPS za Dolenjsko, dopisnik Ljudske delavske pravice in drugih partijskih pollegalnih listov. Leta 1937 je postal urednik Kmečke sloge, kasneje pa član kmečke komisije pri CK KPS. 
12. avgusta 1940 je bil zaradi partijskega dela ponovno obsojen na 10 mesecev zapora. Po kapitulaciji Jugoslavije v Drugi svetovni vojni je prišel iz zapora ter kot član OK KPS Novo mesto organiziral narodnoosvobodilno gibanje v okolici Dobrniča. Septembra 1941 je postal politkomisar novomeške čete. Pozimi 1941/42 je organiziral partizansko sprejemno bazo na Frati pri Ajdovcu. Maja 1942 je bil nekaj časa začasni politkomisar partizanskih delavnic V. grupe odredov, po italijanski poletni ofenzivi 1942 do smrti pa partijski terenski delavec. 
26. februarja 1943 je bil Dolnji Straži pri Novem mestu ranjen v spopadu z italijansko patruljo. Pred zajetjem s strani sovražnika, se je ustrelil. Z redom narodnega heroja je bil odlikovan 20. decembra 1951.

## Odlikovanja
- red narodnega heroja

Po njem se je po vojni v imenovala tamkajšnja Osnovna šola, danes pa njegovo ime nosi ulica v Trebnjem.